# François Chaumette
Pour les articles homonymes, voir Chaumette.
François Chaumette est un acteur et metteur en scène français, né le 8 septembre 1923 à Paris 14e et mort le 27 février 1996 à Paris 13e.
Pétri de théâtre, il est membre de la Comédie-Française dès 1957 et apparaît au cinéma dans une trentaine de films, incarnant souvent des rôles de personnages antipathiques ou vils. 
On le retrouve à la télévision dans le grand succès populaire de la fiction Belphégor ou le Fantôme du Louvre en 1965. Il est une des très grandes voix françaises du doublage, et a notamment interprété la voix de trois personnages « maléfiques » de la science-fiction : l'ordinateur intelligent Carl 9000 de 2001, l'Odyssée de l'espace, l'obscur Dark Vador dans le premier épisode de Star Wars et la voix de Khan Noonien Singh dans Star Trek 2 : La Colère de Khan.

## Biographie
Fils d’un petit commerçant et d’une secrétaire, François Chaumette obtient son baccalauréat de philosophie puis suit les cours de René Simon, avant d'entrer au Conservatoire national de musique et d'art dramatique. Il y rencontre Michel Vitold, avec lequel il se lie d'amitié. Il poursuit sa carrière avec la troupe du Théâtre national populaire (TNP) de Jean Vilar, dont fait partie sa sœur Monique Chaumette, et participe aux premiers festivals d'Avignon.
François Chaumette débute en 1942, par une figuration au cinéma, dans Les Visiteurs du soir de Marcel Carné. Il est particulièrement connu pour ses rôles dans des feuilletons télévisés comme Belphégor ou Le Chevalier de Maison-Rouge. Au chapitre du doublage, il prête sa voix notamment à trois personnages « maléfiques » du cinéma de science-fiction : l'ordinateur intelligent HAL 9000 dans 2001, l'Odyssée de l'espace, Dark Vador dans le premier épisode de Star Wars et Khan Noonien Singh dans Star Trek 2 : La Colère de Khan.
L'essentiel de sa carrière de comédien se passe à la Comédie-Française, où il entre en 1957. Nommé 435e sociétaire le 15 septembre 1960, il est mis à l'écart en décembre 1987 par le nouvel administrateur Jean Le Poulain, dont il ne partage pas la conception du théâtre, et est fait sociétaire honoraire,. Il joue un très grand nombre d'auteurs du théâtre classique ou moderne, tels Molière, Racine ou Corneille, Shakespeare, Hugo, Sophocle, Schiller, Pirandello, Brecht ou encore Artaud, Ionesco et Beckett.
Il réalise aussi plusieurs mises en scène notables : La Volupté de l'honneur de Pirandello, Nicomède de Corneille ou Œdipe de Gide.

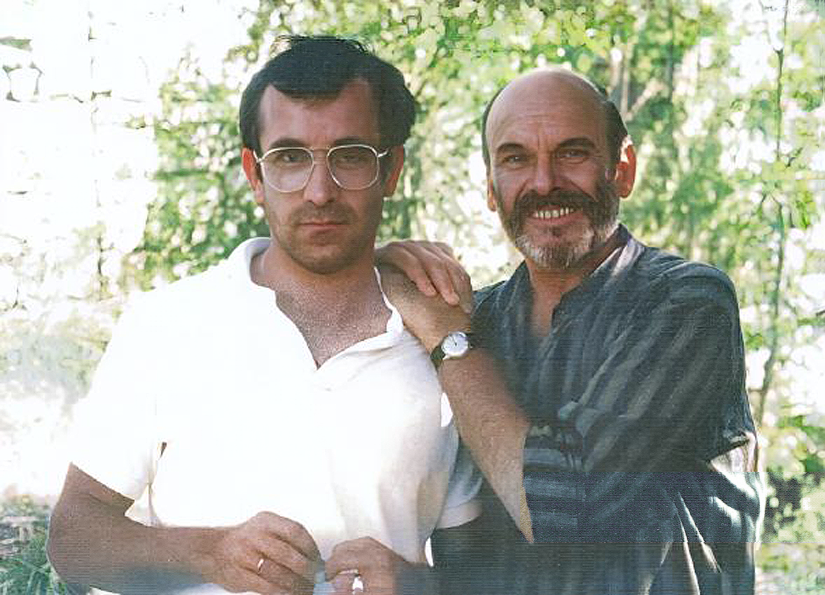
Le réalisateur Jean-Jacques Aublanc et François Chaumette en 1980.

Il continue à interpréter des rôles sur d'autres scènes, comme dans Les Caprices de Marianne de Musset au théâtre Montparnasse ou La Chute de Camus au studio des Champs-Élysées. On le voit pour la dernière fois en 1993 au festival d'Avignon jouant le père et la statue du commandeur dans Dom Juan avec la troupe de la Comédie-Française,.
Engagé à gauche pendant toute sa carrière, François Chaumette s'est montré proche du Parti communiste,,,.

### Mort
Il meurt au centre médicochirurgical de la porte de Choisy à Paris 13e le 27 février 1996 à l'âge de 72 ans,, des suites d’un cancer. Il est inhumé à Tamniès (Dordogne).

### Vie privée
Il avait épousé la comédienne Paloma Matta, avec laquelle il a eu trois enfants : Sarah, comédienne, Thomas, gérant de sociétés, et Marie-Salomé, médecin.

## Formation
- Cours René Simon
- Conservatoire national supérieur d'art dramatique (classe de René Alexandre, André Brunot et René Simon)

## Théâtre

### Comédie-Française

#### Comédien
- 5 avril 1957 : Olivier de Jalin, Le Demi-monde, Alexandre Dumas fils, mise en scène Maurice Escande :
- 1957 : Monsieur de Chavigny, Un caprice, Alfred de Musset :
- 1957 : Valentin, Mademoiselle, Jacques Deval :
- 27 septembre 1957 : Apollon, La Réunion des amours, Marivaux :
- 12 novembre 1957 : Manuel, Le Sexe faible, Édouard Bourdet :
- 17 novembre 1957 : Dorante, Le Bourgeois gentilhomme, Molière :
- 18 novembre 1957 : Jupiter, Amphitryon, Molière, mise en scène Jean Meyer :
- 10 février 1958 : Don Gregorio Obregon, Le Maître de Santiago, Henry de Montherlant, mise en scène Henri Rollan :
- 8 mars 1958 : Philinte, Le Misanthrope, Molière :
- 14 avril 1958 : Dorante, Les Fâcheux, Molière :
- 1958 : Alcidas, Le Mariage forcé, Molière :
- 1958 : le Comte, La Seconde Surprise de l'amour, Marivaux :
- 8 octobre 1958 : Roger Duhamel, Un homme comme les autres, Armand Salacrou :
- 16 décembre 1958 : Béralde, Le Malade imaginaire, Molière, mise en scène Robert Manuel :
- 27 décembre 1958 au 14 janvier 1959 (8 fois) : Antraguet, La Dame de Monsoreau, Alexandre Dumas - Auguste Maquet, mise en scène Jacques Eyser
- 6 mars au 17 juin 1959 (10 fois) : Anjou, La Dame de Monsoreau, Alexandre Dumas - Auguste Maquet, mise en scène Jacques Eyser :
- 28 octobre 1959 : Égisthe, Électre, Jean Giraudoux, mise en scène Pierre Dux :
- 1959 : Lelorain, Le Roi, Robert de Flers et Gaston Arman de Caillavet :
- 2 février 1960 : Dumesnil, La Parisienne, Henry Becque, mise en scène Raymond Gérôme :
- 9 avril 1960 : Albin, Polyeucte, Pierre Corneille, mise en scène Jean Marchat :
- 1er février 1960 : (5 fois) Thésée, Phèdre, Jean Racine, mise en scène Jean Meyer :
- 18 décembre 1960 : le Duc de Estibel, Le Cardinal d'Espagne, Henry de Montherlant, mise en scène Jean Mercure :
- 13 janvier 1961 (70 fois) : Narcisse, Britannicus, Jean Racine, mise en scène Michel Vitold :
- 2 mai 1961 : Camillo, Le Conte d'hiver, William Shakespeare, mise en scène Julien Bertheau :
- 1961 : Orgon, Tartuffe, Molière :
- 1961 : Pyrrhus, Andromaque, Jean Racine :
- 10 octobre 1961 : Lebonnard, Une visite de noces, Alexandre Dumas fils :
- 1961 : Carle, Les Fourberies de Scapin, Molière, en tournée au Canada et aux États-Unis :
- 1961 : Vatelin, Le Dindon, Georges Feydeau, en tournée au Canada et aux États-Unis :
- 15 janvier 1962 : Orgon, La Troupe du Roy, Hommage à Molière, mise en scène Paul-Émile Deiber :
- mai 1962 : Le souffleur, L'Impromptu du Palais-Royal, Jean Cocteau, en tournée au Japon :
- 21 mars au 4 avril 1963 (3 fois) : Paulin, Bérénice, Jean Racine, mise en scène Paul-Émile Deiber :
- 9 mars 1963 : Svidrigaïbov, Crime et Châtiment, Gabriel Arout, d'après Dostoïevski, mise en scène Michel Vitold :
- 20 juin 1963 : Fontanet, Un fil à la patte, Georges Feydeau, mise en scène Jacques Charon, à Mexico :
- 27 juillet 1963 : Ménélas, Iphigénie à Aulis, Euripide - André Gillois, Chorégies d'Orange :
- 4 octobre 1963 : Leicester, Marie Stuart, Friedrich Schiller, mise en scène Raymond Hermantier :
- 26 novembre 1963 : Pierre Larget, La Foire aux sentiments, Roger Ferdinand :
- 1964 : le Comte de Guiche, Cyrano de Bergerac, Edmond Rostand, mise en scène Jacques Charon, en tournée à Baalbek (juillet), puis à Paris, mise en scène Jean-Paul Roussillon :
- 21 février 1965 : Gengis Kahn, L'Orphelin de la Chine, Voltaire, mise en scène Jean Mercure :
- 3 juillet 1965 : Chrysalde, L'École des femmes, Molière, en tournée en Italie, janvier 1965, première fois, à Paris :
- 22 au 30 mars 1965 : le commissaire, L'École des maris, Molière, en tournée en Égypte :
- 1965 : Alceste, Le Misanthrope, Molière, mes Jacques Charon :
- 26 décembre 1965 : Anselme, L'Avare, Molière :
- 16 janvier 1966 (9 fois) : Don Gormas, Le Cid, Pierre Corneille, mise en scène Paul-Émile Deiber, reprise en 1968 (5 fois) :
- 26 avril 1966 : Geronimo, Le Mariage forcé, Molière, mise en scène Jacques Charon ; reprise le 1er décembre 1980, mise en scène Maurice Béjart :
- 1966 : le Roi de Castille, Le Prince travesti, Marivaux, mise en scène Jacques Charon :
- 1966 : Egas Coelho, La Reine morte, Henry de Montherlant, mise en scène Pierre Franck :
- 3 novembre 1966 : Acomat, Bajazet, Jean Racine, mise en scène Michel Etcheverry :
- 1967 (11 fois) : Don Fernand, Le Cid, Pierre Corneille, mise en scène Paul-Émile Deiber ; reprises en 1968 (4 fois), 1969 (4 fois), 1970 (18 fois) :
- 9 octobre 1967 : Heller, Domino, Marcel Achard, mise en scène Jean Meyer :
- 31 janvier 1968 : Turelure, L'Otage, Paul Claudel, mise en scène Jean-Marie Serreau :
- 2 février 1969 : Angelo Baldovino, La Volupté de l'honneur, Luigi Pirandello, mise en scène François Chaumette :
- 12 octobre 1969 : Le Comte, Les Fausses Confidences, Marivaux, mise en scène Jean Piat :
- 20 décembre 1969 : Turelure, Le Pain dur, Paul Claudel, mise en scène Jean-Marie Serreau :
- 28 janvier 1970 : Claudio Scarampa, Malatesta, Henry de Montherlant,mise en scène Pierre Dux :
- 26 avril 1970 : Le Président, Cantique des cantiques, Jean Giraudoux, mise en scène François Chaumette :
- 24 décembre 1970 : Cléante, Tartuffe, Molière, mes Jacques Charon :
- 30 novembre 1970 : Le Doyen de Médecine, Le Songe, August Strindberg - Maurice Clavel, mise en scène Raymond Rouleau :
- 1971 : L'Avocat, Le Songe, August Strindberg - Maurice Clavel, mise en scène Raymond Rouleau :
- 8 mars 1971 : Achille, général Beaulieu de Chamfort-Mouron, Le Général inconnu, René de Obaldia, mise en scène Jacques Rosner :
- 1971 : Tartuffe, Tartuffe, Molière, mise en scène Jacques Charon :
- 27 septembre 1971 : Gilbert Foliot, Becket, Jean Anouilh, mise en scène Jean Anouilh et Roland Piétri :
- 5 février 1972 : Don Bernal de la Encina, Le Maître de Santiago, Henry de Montherlant, mise en scène Michel Etcheverry
- 27 mars 1972 : le Roi Édouard IV, Richard III, William Shakespeare - Jean-Louis Curtis, mise en scène Terry Hands :
- 1972 : Le Duc de Buckingham, Richard III, William Shakespeare - Jean-Louis Curtis, mise en scène Terry Hands :
- 1972 : Créon, Œdipe Roi, Sophocle - Jacques Lacarrière, mise en scène Jean-Paul Roussillon, Festival d'Avignon (12 juillet) puis Paris (10 octobre) :
- 1972 : Créon, Œdipe à Colone, Sophocle - Jacques Lacarrière, mise en scène Jean-Paul Roussillon, Festival d'Avignon (12 juillet) puis Paris (10 octobre) :
- 7 novembre 1972 : Kréon, Antigone, Bertolt Brecht, mise en scène Jean-Pierre Miquel, Théâtre de l'Odéon :
- 21 septembre 1973 : Monsieur Beaumont de Péréfixe, Port-Royal, Henry de Montherlant :
- 19 décembre 1973 : Henri IV, Henri IV, Luigi Pirandello, mise en scène Raymond Rouleau, Théâtre de l'Odéon :
- 21 janvier 1974 : Cléon, Périclès, William Shakespeare - Jean-Louis Curtis, mise en scène Terry Hands :
- 21 janvier 1974 : Le Maquereau, Périclès, William Shakespeare - Jean-Louis Curtis, mise en scène Terry Hands :
- 18 mars 1974 : le roi des Ondins, Ondine, Jean Giraudoux, mise en scène Raymond Rouleau :
- 25 décembre 1974 : Ariste, L'École des maris, Molière, mise en scène Jean Meyer, Théâtre Marigny :
- 10 mars 1975 : Totski, L'Idiot, Dostoïevski - Gabriel Arout, mise en scène Michel Vitold :
- avril 1975 : le Vieil Horace, Horace, Pierre Corneille, mise en scène Jean-Pierre Miquel, en tournée :
- 25 novembre 1975 : le Vieux, La Sonate des spectres, August Strindberg, mise en scène Henri Ronse, Théâtre de l'Odéon :
- 23 novembre 1976 : le Médecin, Le roi se meurt, Eugène Ionesco, mise en scène Jorge Lavelli, Théâtre de l'Odéon puis salle Richelieu :
- 19 mars 1977 : Bartholo, Le Mariage de Figaro, Beaumarchais, mise en scène Jacques Rosner :
- 12 avril 1977 : Kadmos, Les Bacchantes, Euripide - Maurice Clavel, mise en scène Michael Cacoyannis, Théâtre de l'Odéon :
- 13 novembre 1977 : Maître Bridaine, On ne badine pas avec l'amour, Alfred de Musset, mise en scène Simon Eine :
- 21 novembre 1977 : Crassus, Saül de Tarse, Milosz (soirée littéraire),mise en scène Jean-François Rémi :
- 1978 : le Marquis Cibo, Lorenzaccio, Alfred de Musset, mise en scène Franco Zeffirelli :
- 21 février 1978 : Pozzo, En attendant Godot, Samuel Beckett, mise en scène Roger Blin, Théâtre de l'Odéon :
- 1er avril 1978 : Ariste, Les Femmes savantes, Molière, mise en scène Jean-Paul Roussillon :
- 29 mai 1978 : Œdipe, Œdipe, André Gide (soirée littéraire), mise en scène François Chaumette :
- 23 septembre 1978 : Bartholo, Le Barbier de Séville, Beaumarchais, mise en scène Michel Etcheverry, en tournée ; reprise à Paris le 24 mars 1979 :
- 22 janvier 1980 : Gustave, Créanciers, August Strindberg, mise en scène Jacques Baillon, Petit-Odéon :
- 15 mars 1980 : le Président, La Folle de Chaillot, Jean Giraudoux, mise en scène Michel Fagadau, Théâtre de l'Odéon :
- 24 juillet 1980 : Un seigneur, La Double Inconstance, Marivaux, mise en scène Jean-Luc Boutté, Festival d'Avignon :
- 18 décembre 1980 : Arbate, La Princesse d'Élide, Molière, mise en scène Maurice Béjart :
- 21 avril 1981 : Joseph Moran, À Memphis il y a un homme d'une force prodigieuse, Jean Audureau, mise en scène Henri Ronse, Théâtre de l'Odéon :
- 30 mai 1981 : Théophile, L'Éducation d'un prince, Marivaux :
- 1er décembre 1981 : Cenci, Les Cenci, Antonin Artaud, mise en scène Jacques Baillon, Théâtre de l'Odéon :
- 20 mars 1982 : Lord Gardiner, Marie Tudor, Victor Hugo, mise en scène Jean-Luc Boutté :
- 6 juillet 1982 : Dom Louis, Dom Juan, Molière, mise en scène Jean-Luc Boutté, ; reprise, mise en scène Jacques Lassalle, Festival d'Avignon, 9 juillet 1993 ; Paris (salle Richelieu), 9 octobre 1993 :
- 21 septembre 1982 : Vigneron, Les Corbeaux, Henry Becque, mise en scène Jean-Pierre Vincent :
- 12 octobre 1982 : Clothalde, La vie est un songe, Pedro Calderón de la Barca, mise en scène Jorge Lavelli :
- 13 décembre 1982 au 15 juin 1983 (21 fois) : Phoenix, Andromaque, Jean Racine, mise en scène Patrice Kerbrat :
- 15 février 1983 : le Clochard, Triptyque, Max Frisch, mise en scène Roger Blin, Théâtre de l'Odéon :
- 31 mars 1983 : Machiavel, Dialogue aux enfers entre Machiavel et Montesquieu, Maurice Joly, adaptation Pierre Franck, mise en scène Simon Eine, Théâtre de l'Odéon :
- 5 novembre 1983 : le rêveur éveillé, Félicité, Jean Audureau, mise en scène Jean-Pierre Vincent :
- 26 avril 1984 : Alexandre Kaladouchkine, Le Suicidé, Nicolas Erdman - Michel Vinaver, mise en scène Jean-Pierre Vincent, Théâtre de l'Odéon :
- 3 février 1985 : Serebriakov, Oncle Vania, Anton Tchekhov, mise en scène Félix Prader, Saint-Denis :
- 6 juillet 1985 : Macduff, La Tragédie de Macbeth, William Shakespeare - traduction de Jean-Michel Déprats, mise en scène Jean-Pierre Vincent, Festival d'Avignon ; reprise à Paris le 5 novembre 1985 :
- septembre 1985 : Ali, L'Imprésario de Smyrne, Carlo Goldoni - Dominique Fernandez, mise en scène Jean-Luc Boutté :
- 10 mai 1986 : le Maître d'armes, Le Bourgeois gentilhomme, Molière, mise en scène Jean-Luc Boutté :
- 18 octobre 1986 : Quince (le prologue), Le Songe d'une nuit d'été, William Shakespeare - Stuart Seide, mise en scène Jorge Lavelli :
- 31 mars 1987 : Alexeï Ivanovitch Velchaninov, L'Éternel Mari, Dostoïevski - Victor Haïm, mise en scène Simon Eine, Théâtre de l'Odéon :
- 2 juin 1987 : Monsieur Descroches, Madame de la Carlière, Élisabeth de Fontenay, d'après Denis Diderot, mise en scène Pierre Tabard, Petit Odéon :
- 15 septembre 1987 : Bréviaire d'amour d'un haltérophile, Fernando Arrabal, mise en scène Simone Cohen-Tanuggi, Petit Odéon : La Police (participation vidéo)
- 10 novembre 1987 : Le Marchand de Venise, William Shakespeare - Jean-Michel Déprats, mise en scène Luca Ronconi, Théâtre de l'Odéon : Le prince d'Aragon
- 24 mars 1992 : Je rêve, mais peut-être pas, Luigi Pirandello, Petit-Odéon : L’homme en frac
- 12 février 1994 : Hamlet, William Shakespeare, mise en scène Georges Lavaudant : Le spectre

#### Mises en scène
- 2 février 1969 : Un imbécile de Luigi Pirandello
- 2 février 1969 : La Volupté de l'honneur de Luigi Pirandello
- 26 avril 1970 : Cantique des Cantiques de Jean Giraudoux
- 26 avril 1970 : Les Gracques de Jean Giraudoux
- 22 janvier 1971 : Nicomède de Pierre Corneille
- 29 mai 1978 : Œdipe de André Gide (soirée littéraire)
- Soirée littéraire : Le Climat romantique / Méphistophélès dans Faust (« La Mort de Marguerite »)
- Récitation : Mithridate de Jean Racine

### Hors Comédie-Française
- 1943 : Sodome et Gomorrhe de Jean Giraudoux, mise en scène Georges Douking, Théâtre Hébertot
- 1948 : Thermidor de Claude Vermorel, mise en scène de l'auteur, Théâtre Pigalle
- 1948 : La Mort de Danton de Georg Büchner, mise en scène Jean Vilar, Festival d'Avignon
- 1948 : La Tragédie du roi Richard II de Shakespeare, mise en scène Jean Vilar, Festival d'Avignon
- 1948 : Shéhérazade de Jules Supervielle, mise en scène Jean Vilar, Festival d'Avignon, théâtre Édouard VII
- 1949 : La Tragédie du roi Richard II de William Shakespeare, mise en scène Jean Vilar, Festival d'Avignon
- 1949 : Pasiphaé d'Henry de Montherlant, mise en scène Jean Vilar, Festival d'Avignon
- 1949 : Les Indifférents de Odilon-Jean Périer, mise en scène Georges Vitaly, Théâtre de la Huchette
- 1950 : Henri IV de Luigi Pirandello, mise en scène André Barsacq, Théâtre de l'Atelier
- 1951 : Dîner de têtes de Jacques Prévert, mise en scène Albert Médina, Fontaine des Quatre-Saisons
- 1953 : Mademoiselle Julie d'August Strindberg, Théâtre de Babylone
- 1953 : L'Incendie à l'Opéra de Georges Kaiser, mise en scène Jean-Marie Serreau, Théâtre de Babylone
- 1954 : Les Cyclones de Jules Roy, mise en scène Pierre Fresnay, Théâtre de la Michodière
- 1955 : Les Grands Garçons de Paul Géraldy, Théâtre de la Michodière
- 1955 : Gaspar Diaz de Dominique Vincent, mise en scène Claude Régy, Théâtre Hébertot
- 1957 : César et Cléopâtre de George Bernard Shaw, mise en scène Jean Le Poulain, Théâtre Sarah-Bernhardt
- 1964 : Électre de Jean Giraudoux, mise en scène Raymond Gérôme, Festival de Bellac
- 1988 : La Force de tuer de Lars Norén, mise en scène Jean-Louis Jacopin, Petit Odéon
- 1989 : Les Caprices de Marianne d'Alfred de Musset, mise en scène Bernard Murat, Théâtre Montparnasse
- 1991 : Le Retour de Casanova d’Arthur Schnitzler, mise en scène Arlette Téphany, Festival de Bellac
- 1996 : Comme tu me veux de Luigi Pirandello, mise en scène Claudia Stavisky, Théâtre de Nice, La Coursive, Théâtre de Gennevilliers, Festival de Bellac

## Filmographie

### Cinéma

#### Courts métrages
- 1959 : Images pour Baudelaire de Pierre Kast (documentaire) : Narrateur
- 1980 : La Saisie d'Yves-Noël François
- 1980 : Ces malades qui nous gouvernent de Claude Vajda : Narrateur
- 1991 : Dans l'ombre du passé de Stephan Rabinovitch

#### Longs métrages
- 1942 : Les Visiteurs du soir de Marcel Carné : un page
- 1952 : Nez de cuir d'Yves Allégret : un gentilhomme
- 1952 : Rayés des vivants de Maurice Cloche
- 1952 : Le Chemin de Damas de Max Glass
- 1956 : Le Feu aux poudres d'Henri Decoin
- 1957 : Les Œufs de l'autruche de Denys de La Patellière
- 1957 : Retour de manivelle de Denys de La Patellière
- 1957 : Thérèse Étienne de Denys de La Patellière
- 1958 : Christine de Pierre Gaspard-Huit
- 1958 : Le Désordre et la Nuit de Gilles Grangier
- 1959 : Le fauve est lâché de Maurice Labro
- 1959 : Rue des prairies de Denys de La Patellière : le directeur de l'école
- 1959 : La Verte Moisson de François Villiers
- 1959 : Voulez-vous danser avec moi ? de Michel Boisrond : l'inspecteur Joseph
- 1959 : Le Bossu d'André Hunebelle : le prince Philippe de Gonzague
- 1961 : Cause toujours, mon lapin de Guy Lefranc
- 1965 : Galia de Georges Lautner : M. Wespyr
- 1968 : Caroline chérie de Denys de La Patellière
- 1972 : L'Héritier de Philippe Labro : Theron-Maillard
- 1977 : Mort d'un pourri de Georges Lautner : Lansac
- 1981 : Un matin rouge de Jean-Jacques Aublanc
- 1982 : La Belle Captive de Alain Robbe-Grillet : Dr Morgentodt
- 1983 : Les Maîtres du soleil de Jean-Jacques Aublanc
- 1987 : Quelques jours avec moi de Claude Sautet : Georges Bassompierre
- 1988 : Mes nuits sont plus belles que vos jours d'Andrzej Zulawski : le concierge de l'hôtel
- 1990 : They Never Slept d'Udayan Prasad (de)
- 1991 : La Source (inédit) de Jean-Jacques Aublanc
- 1994 : Parano (sketch Panic FM) d'Anita Assal et John Hudson

### Télévision
- 1956 : Sainte Jeanne (téléfilm) de Claude Loursais
- 1956 : Énigmes de l'histoire (épisode La Double Mort du tsar Alexandre Ier)
- 1957 : En votre âme et conscience (épisode L'Affaire Allard) de Jean-Paul Carrère
- 1958 : Les Cinq Dernières Minutes (épisode La Clé de l'énigme) de Claude Loursais[12] : Bernard
- 1958 : La caméra explore le temps
- 1961 : Les Perses de Jean Prat : le coryphée
- 1961 : La Petite Dorrit de Pierre Badel
- 1961 : Les Mystères de Paris (téléfilm) de Marcel Cravenne : le maître d'école
- 1963 : Le Chevalier de Maison-Rouge de Claude Barma : Raoul Dixmer
- 1963 : L'inspecteur Leclerc enquête (série télévisée, épisode Obsession) de Yannick Andréi
- 1963 : La Vierge folle de Maurice Chateau : Marcel Amaury
- 1965 : Belphégor ou le Fantôme du Louvre de Claude Barma[13] : Boris Williams
- 1965 : Sans famille (cycle Le Théâtre de la jeunesse) de Yannick Andréi : Jeroboam Driscoll
- 1965 : Le Roi Lear (téléfilm) de Jean Kerchbron : le comte de Kent
- 1966 : Illusions perdues de Maurice Cazeneuve : Monsieur du Châtelet
- 1966 : La Clef des Cœurs (cycle Le Théâtre de la jeunesse) d'Yves-André Hubert : Poitevin la Clef des Cœurs/la terreur des Gavots
- 1967 : Antoine et Cléopâtre de Jean Prat : Antoine
- 1969 : D'Artagnan de Claude Barma : Athos
- 1971 : Aux frontières du possible (épisode le dossier des mutations V) de Victor Vicas : Cornélius Van Geers
- 1972 : Électre (captation théâtrale) de Pierre Dux
- 1972 : Le Bunker de Roger Iglésis : Martin Bormann
- 1974 : Président Faust de Jean Kerchbron : le président Faust
- 1974 : Ondine (captation théâtrale) de Raymond Rouleau : Le roi des Ondins
- 1974 : Schulmeister, l'espion de l'empereur de Jean-Pierre Decourt : le baron
- 1978 : Émile Zola ou la Conscience humaine[14] de Stellio Lorenzi : Labori
- 1980 : Les Visiteurs de Michel Wyn : Reka
- 1980 : Contes à trembler debout : François Chaumette raconte de bien terrifiantes histoires aux enfants dans l'émission Les Visiteurs du mercredi
- 1981 : Un petit paradis de Michel Wyn : Gérard Debard
- 1987 : Les Jurés de l'ombre (mini-série) de Paul Vecchiali
- 1987 : Marie Pervenche (épisode Il faut tout faire soi-même) de Claude Boissol
- 1995 : Les Cinq Dernières Minutes (épisode Deuil à Cognac) de Jean-Jacques Kahn
- 1996 : Cap Danger de Fred Gerber : Lapique
- 1996 : La Nouvelle Tribu (mini-série) de Roger Vadim

## Doublage
- Robert Duvall dans (4 films) :
  - Le Parrain 2 (1974) : Tom Hagen (1er doublage)
  - Network (1976) : Frank Hackett
  - The Greatest (1977) : Bill McDonald
  - The Betsy (1978) : Loren Hardman III
- Max von Sydow dans :
  - New York ne répond plus (1975) : le Baron
  - L'Exorciste 2 : L'Hérétique (1977) : le père Lankester Merrin
  - Flash Gordon (1980) : l'Empereur Ming
- Henry Fonda dans :
  - La Bataille de Midway (1976) : Adm. Chester Nimitz
  - Le Toboggan de la mort (1977) : Simon Davenport
- 1960 : Rewak le rebelle : Kainus (Guy Rolfe)
- 1961 : La Ruée des Vikings : le baron Rutford (Andrea Checchi)
- 1963 : Shéhérazade - Abdallah (José Manuel Martín)
- 1964 : Becket : le roi Louis VII (John Gielgud)
- 1966 : Le Crépuscule des aigles : Willi von Klugermann (Jeremy Kemp)
- 1966 : Vivre libre : George Adamson (Bill Travers)
- 1968 : 2001, l'Odyssée de l'espace : voix de Carl 500 (HAL 9000 en VO)
- 1968 : Les Souliers de saint Pierre : Piotr Ilyich Kamenev (Laurence Olivier)
- 1972 : Les Griffes du lion : Mr Moore (Richard Leech)
- 1973 : Scorpio : McLeod (John Colicos)
- 1975 : Barry Lyndon : le Chevalier de Balibari (Patrick Magee)
- 1975 : L'Odyssée du Hindenburg : Cpt. Ernst Lehman (Richard A. Dysart)
- 1975 : Un coup de deux milliards de dollars : Charles et Earl Hodgson (Robert Shaw)
- 1976 : Le Dernier des géants : Dr E.W. Hostetler (James Stewart)
- 1977 : La Guerre des étoiles : voix de Dark Vador (James Earl Jones)
- 1977 : Le Message : Barra (Michael Godfrey)
- 1977 : Le Prince et le Pauvre : Thomas Howard (Harry Andrews)
- 1978 : Morts suspectes : Dr Harris (Richard Widmark)
- 1979 : Caligula : Tibère (Peter O'Toole)
- 1979 : Les Maîtres du temps (dessin animé) : Un robot
- 1980 : Les Chiens de guerre : Endean (Hugh Millais (en))
- 1981 : Rien que pour vos yeux: Aris Kristatos (Julian Glover)
- 1981 : Ragtime : le père (James Olson)
- 1982 : The Thing : le docteur Copper, médecin (Richard A. Dysart)
- 1982 : Star Trek 2 : La Colère de Khan : Khan Noonien Singh (Ricardo Montalban)
- 1983 : Yor, le chasseur du futur : Overlord (John Steiner)
- 1984 : Histoire d'O, numéro 2 : James Pembroke (Manuel de Blas)
- 1985 : Baby : Le Secret de la légende oubliée : Dr Eric Kiviat (Patrick McGoohan)
- 1985 : Les Super-flics de Miami : Robert Delmann / Ralph Duran (Ken Ceresne)
- 1986 : Le Nom de la rose : Bernardo Gui (F. Murray Abraham)
- 1987 :  Les Maîtres de l'univers : Skeletor (Frank Langella)
- 1988 :  Pierrot ou les Secrets de la nuit : Narrateur (Michel Tournier)
- 1989 : Crimes et Délits : Judah rosenthal (Martin Landau)
- 1990 : Présumé Innocent : Raymond Horgan (Brian Dennehy)
- 1990 : Young Guns 2 : Rynerson (R. D. Call)